# Hollywood (X-Files)
Pour les articles homonymes, voir Hollywood (homonymie).
Hollywood (Hollywood A.D.) est le 19e épisode de la saison 7 de la série télévisée X-Files. Dans cet épisode, un scénariste de Hollywood suit Mulder et Scully dans leur enquête dans le but d'en faire un film.
Deuxième épisode de la série à être écrit et réalisé par David Duchovny, Hollywood adopte un ton humoristique autoréférentiel, et plusieurs célébrités et membres de l'équipe de production de la série y font de petites apparitions. Les critiques l'ont accueilli favorablement.

## Résumé
Skinner charge Mulder et Scully d'enquêter sur l'explosion d'une bombe dans la crypte d'une église de Washington dans laquelle officie le cardinal O'Fallon. Wayne Federman, scénariste, producteur et vieil ami de Skinner, assiste à la réunion. Il prend des notes dans le but d'écrire un film sur le FBI, et Skinner l'autorise à accompagner Mulder et Scully dans leur enquête, au grand agacement de Mulder. Dans la crypte, Mulder trouve un cadavre dont tout porte à croire que c'est celui de Micah Hoffman, une personnalité de la contre-culture des années 1960. Dans l'appartement d'Hoffman, Mulder et Scully trouvent des bombes artisanales, du matériel de faussaire et un exemplaire de l'évangile de Marie Madeleine.
Mulder et Federman retournent dans les catacombes sous l'église, et Federman y découvre avec stupéfaction divers ossements animés qui essaient de rassembler les morceaux d'une poterie. Il rentre ensuite à Hollywood pour finaliser son scénario. Scully raconte à Mulder la légende du « bol de Lazare », fabriqué par la tante de Lazare au moment où Jésus ressuscitait celui-ci, qui prétend que les mots de Jésus ont été enregistrés dans la poterie (celle-ci fonctionnant à la manière d'un phonographe). En faisant une analyse sonique de la poterie, Chuck Burks y découvre des voix en araméen, dont l'une commande à un mort de se lever. Pendant ce temps, Mulder interroge le cardinal O'Fallon, qui admet avoir acheté le faux évangile à Hoffman en pensant que c'était un vrai.
Pendant l'autopsie du cadavre d'Hoffman, Scully a une vision de celui-ci qui se lève de la table et lui parle. L'autopsie ayant révélé un empoisonnement, Mulder estime avoir assez de preuves contre O'Fallon et l'arrête pour le meurtre d'Hoffman mais celui-ci entre dans l'église à ce moment-là. Furieux, Skinner oblige Mulder et Scully à prendre quatre semaines de congés. Hoffman raconte ensuite aux deux agents qu'en fabriquant le faux évangile pour O'Fallon, il en est venu à croire qu'il était la réincarnation de Jésus. Il a alors posé la bombe dans la crypte pour détruire son évangile car il le jugeait désormais blasphématoire. L'identité du corps découvert dans la crypte reste quant à elle un mystère.
Mulder et Scully profitent de leurs congés forcés pour se rendre à Hollywood, Federman les ayant invités sur le tournage du film Le Bol de Lazare. Les deux agents rencontrent Garry Shandling et Téa Leoni, qui interprètent leurs rôles. Seize mois plus tard, Mulder, Scully et Skinner assistent à l'avant-première du film, les deux agents étant atterrés de la façon dont ils sont représentés à l'écran. Ils apprennent peu après que le cardinal vient de tuer Hoffman avant de se suicider. Mulder continue à se plaindre du traitement simpliste de leur enquête dans le film mais Scully lui remonte le moral et ils s'en vont main dans la main en laissant derrière eux le bol de Lazare. Après leur départ, des cadavres se lèvent et se mettent à danser.

## Distribution
- David Duchovny : Fox Mulder
- Gillian Anderson : Dana Scully
- Mitch Pileggi : Walter Skinner
- Garry Shandling : lui-même
- Téa Leoni : elle-même
- Harris Yulin : le cardinal O'Fallon
- Wayne Federman : lui-même
- Paul Lieber : Micah Hoffman
- Bill Dow : Chuck Burks

## Production

### Préproduction
Après avoir reçu des retours positifs de sa première expérience en tant que scénariste et réalisateur sur l'épisode Le Grand Jour, David Duchovny demande à Frank Spotnitz s'il peut rééditer l'expérience. Spotnitz donne son feu vert et reçoit rapidement une première ébauche du script. Chris Carter se montre très satisfait du scénario, le qualifiant d'« astucieux et original » et le décrivant comme « hors norme, même pour X-Files ».
Pour jouer le rôle de Scully et Mulder, Duchovny fait appel à Téa Leoni, qui est alors son épouse, et à Garry Shandling, avec qui il est ami et qui avait failli jouer dans l'épisode Zone 51 la saison précédente. La blague sur le fait que Shandling a le béguin pour Mulder vient d'un gag récurrent de la série The Larry Sanders Show, dans laquelle Shandling a le rôle principal et où Duchovny, jouant son propre rôle, a le béguin pour son personnage. Quand Mulder dit à Federman qu'il verrait bien Richard Gere pour jouer son rôle, c'est un clin d'œil au fait que le jeu d'acteur de Duchovny est souvent comparé à celui de Gere. Pour le rôle des acteurs interprétant Mulder et Scully, Duchovny avait d'ailleurs d'abord pensé à Richard Gere et Jodie Foster, tous deux souvent cités en blaguant par l'équipe de production comme remplaçants éventuels de Duchovny et Gillian Anderson si un nouveau film sur la série voyait le jour.

### Tournage
Plusieurs membres de l'équipe de production de X-Files apparaissent brièvement dans l'épisode. Ainsi, le directeur de la photographie Bill Roe joue le rôle d'un zombie végétarien, et le technicien des effets spéciaux Bill Millar celui du réalisateur. Daniel Duchovny, le frère de David, interprète quant à lui le rôle de l’assistant du réalisateur ; alors que Chris Carter, ainsi que plusieurs célébrités comme Minnie Driver et David Alan Grier, tous deux partenaires de Duchovny sur le tournage du film Droit au cœur (2000), apparaissent dans le public de l'avant-première du film.
Le maquillage des zombies figurant dans l'épisode prend cinq heures. La danse des zombies sur laquelle se termine l'épisode demande une grande préparation au niveau de la chorégraphie et il faut deux jours de tournage pour la filmer. Le premier jour se déroule pendant le tournage principal et le deuxième a lieu plus tard devant un écran bleu.

## Accueil

### Audiences
Lors de sa première diffusion aux États-Unis, l'épisode réalise un score de 7,7 sur l'échelle de Nielsen, avec 12 % de parts de marché, et est regardé par 12,88 millions de téléspectateurs. La promotion télévisée de l'épisode est réalisée avec le slogan « Garry Shandling as Agent Mulder? Téa Leoni as Agent Scully? Tonight, an X-Files is turned into an Hollywood movie. Now that's scary » (en français « Garry Shandling en agent Mulder ? Téa Leoni en agent Scully ? Ce soir, une affaire non classée se transforme en film hollywoodien. Voilà qui est effrayant »).

### Accueil critique
L'épisode a reçu un accueil favorable de la critique. Pour Rob Bricken, du site Topless Robot, qui le classe à la 7e place des épisodes les plus drôles de toute la série, « il est hilarant de voir la série se moquer d'elle-même » en faisant étalage de métaréférences. Le journal The Gazette le classe à la 6e place des meilleurs épisodes standalone de la série, affirmant qu'il « réussit à procurer certains des plus grands éclats de rire de toute la série ».
Dans son livre, Tom Kessenich estime que « David Duchovny signe un épisode qui reflète parfaitement sa propre intelligence tout en demeurant fidèle à l'esprit de la série qui l'a rendu célèbre ». Zack Handlen, de The A.V. Club, lui donne la note de B+, affirmant que, bien que l'intrigue soit « un embrouillamini qui ne débouche sur rien », il est « difficile de ne pas aimer cet épisode tant il peut être amusant et adorable par moments » et tant la dynamique entre les deux acteurs principaux fonctionne bien. Pour Kenneth Silber, du site space.com, « l'intrigue a peu de sens mais cela fait sans doute partie de la plaisanterie » et l'épisode « présente le mérite d'être une parodie spirituelle et créative ».
Le site Allociné le classe parmi les 10 épisodes les plus originaux de la série, évoquant un « épisode sympathique et innovant, qui égratigne gentiment le système hollywoodien » et prouve que David Duchovny est également « un scénariste ingénieux et un  réalisateur talentueux ». Le site Le Monde des Avengers estime que c'est l'un des « épisodes les plus joliment absurdes et enthousiasmants de la série » et que c'est tout autant une « satire particulièrement drôle et incisive du petit monde du cinéma » qu'un « cri d’amour pour le Septième Art ».
Parmi les critiques négatives, Robert Shearman et Lars Pearson lui donnent la note de 1/5, évoquant un épisode « chaotique » à l'intrigue confuse parsemé en abondance de plaisanteries « qui se la racontent » dont très peu sont vraiment drôles.